# Battletoads (datorspel)
Battletoads är ett datorspel skapat av Rare Ltd. som en rival till Teenage Mutant Ninja Turtles. Det första spelet släpptes till Nintendo Entertainment System 1991 och överfördes till Amiga 1992, till Sega Mega Drive och Sega Game Gear både 1993, och Amiga CD32 1994.
Det är ett av de grafiskt mest avancerade spelen till Nintendo Entertainment System, i en tid då datorspelsmarknaden övergick till Sega Mega Drive och Super Nintendo Entertainment System. Spelet är främst känd för sin höga svårighetsgrad.

## Handling
De två humanoida grodorna Rash och Zitz skall rädda sina vänner Pimple och prinsessan Angelica från Mörkrets drottning ("Dark Queen"), regent på planeten Ragnarok. Till sin hjälp har de professor T. Bird, och deras rymdfarkost kallas The Vulture.
En bakgrundshistoria till Battletoads, skriven av Rare-anställde Guy Miller, publicerades även i en serie i Nintendo Power. Berättelsen i Battletoads in Battlemaniacs är något baserad på denna berättelse.

## Spelet
Bland de svårare banorna finns den så kallade "Turbotunneln" ("Wind Tunnel"), där man åker på små skoterliknande flygfarkoster.
Då man slåss följer olika slag och sparkar varandra, där tredje raka träffen många gånger är avgörande. Under klättringsbanor kan man rulla ihop sig och kasta sig in i motståndaren, vilket symboliskt visar sig i form av att spelaren tar form av en kyrkklocka.

## Mottagande
Det ursprungliga spelet Battletoads fick bra kritik men spelet har blivit ihågkommet för sin svårighet, även bland erfarna spelare.
I tvåspelarläget kan man skada varandra, vilket oftast sker av misstag då två ger sig på samma fiende.
Möjligheten continue finns bara tre gånger (medan den i många andra spel är obegränsad), och har inga lösenord eller möjligheter att spara. Bara de skickligaste spelarna lyckades klara spelet. Många tyckte även att slutscenerna var för få, och att de borde belönats mer för ett så svårt spel.
Medan de flesta spel blir enklare då man är två, blir Battletoads i dessa fall ännu svårare. Om en spelare misslyckas måste båda börja om på banans början.
NES-versionen anses av många vara omöjlig att klara även för de skickligaste spelarna. Sega Mega Drive-versionen tonar ner detta, och ger spelarna fler liv och enklare spelkontroll. I kontrast till en vanlig trend, där japanska version av spel är svårare än deras amerikanska och europeiska motparter, är Famicom-versionen av Battletoads enklare än den amerikanska NES-versionen.

## Uppföljare
Battletoads blev populärt och följdes av uppföljare de kommande åren
- Battletoads (Game Boy-spel): Mörkrets drottning har tagit Rash och Pimple till fånga, och Zits måste rädda dem. Fastän omslaget är samma som NES-versionen är det ett annat spel. En senare version av originalspelet släpptes senare som till Game Boy som Battletoads in Ragnarok's World. Denna version har färre banor och bara enspelarläge.
- Battletoads & Double Dragon: En crossover mellan karaktärerna från Double Dragon med flera ändringar. Mörkrets drottning och Shadow Boss samarbetar och de fem hjältarna (kampgrodorna och bröderna Lee) skall stoppa dem. Spelet släpptes 1993 till NES, Game Boy, Sega Mega Drive/Genesis och SNES.
- Battletoads in Battlemaniacs: Karaktärerna är större och grafiken mer avancerad. Zitz och dottern till Psicone Industries VD har tagits till fånga och Rash och Pimple skall rädda dem från Mörkrets drottning. Spelet släpptes 1993 till SNES och 1994 till Sega Master System.
- Battletoads eller Super Battletoads: Ett arkadspel släppt 1994. Arkadspelet innehöll, olikt de andra spelen, voiceover och flera andra karaktärer, och fler våldsinslag (spelaren kan slå sina fiender blodiga genom anfall), och banor med fordonsåkande är inriktade på strid och inte hinderundvikande.

## Animerad serie
Battletoads blev även en halvtimmes animerad TV-seriespecial producerad av DIC Entertainment, och sänd i Fox 1992, och handlade om tre barn som förvandlas till humanoida grodor för att rädda en prinsessa. Dock visades bara pilotavsnittet, och någon full serie blev det aldrig fastän flera humorsidor i GamePro påstod annat. En VHS-kassett med pilotavsnittet släpptes den 15 januari 1994.
Serien utspelar sig i Set in Oxnard i Kalifornien och handlar om tre barn (i den tecknade serien tre datorspelstestare). De får möjligheten att bli humanoida grodor med övermänsklig styrka och förmågan att förändra sina armar och ben till vapenliknande former vid namn "Smash Hits." De får hjälp av professor T. Bird och prinsessan Angelica från mörkrets drottning Dark Queen, som försöker stjäla Angelicas magiska amulett i sina planer att erövra universum.
Många menar att man försökte utmana Teenage Mutant Ninja Turtles i popularitet. Dock försökte DiC Entertainment senare med Street Sharks och Extreme Dinosaurs.

### Fotnoter
1. ↑  ”Battletoads” (på engelska). Mobygames. 21 mars 1991. http://www.mobygames.com/game/battletoads. Läst 17 maj 2015.